# B.o.B Presents: The Adventures of Bobby Ray
| Đánh giá chuyên môn  | Đánh giá chuyên môn |
| Nguồn đánh giá       | Nguồn đánh giá      |
| Nguồn                | Đánh giá            |
| -------------------- | ------------------- |
| Allmusic             | [ 3 ]               |
| Entertainment Weekly | (B)                 |
| The Guardian         | [ 5 ]               |
| The Independent      | [ 6 ]               |
| Los Angeles Times    | [ 7 ]               |
| Pitchfork Media      | (4.2/10)            |
| Rolling Stone        | [ 9 ]               |
| Slant Magazine       | [ 10 ]              |
| Spin                 | (5/10)              |
| The Washington Post  | (ưa thích)          |

The Adventures of Bobby Ray là album phòng thu đầu tay của ca sĩ nhạc rap người Mỹ B.o.B, phát hành ngày 27 tháng 4 năm 2010 bởi hãng Grand Hustle Records, Rebel Rock Entertainment và Atlantic Records. Việc sản xuất album diễn ra từ năm 2008 đến 2010 bởi B.o.B, Crada, Dr. Luke, The Smeezingtons, Jim Jonsin, Lil' C, Alex da Kid, Polow da Don và DJ Frank E.
Album ra mắt ngay ở vị trí quán quân trên Billboard 200 của Mỹ, tiêu thụ 84.000 bản trong tuần đầu phát hành. Nó cũng đạt được thứ hạng cao trên các bảng xếp hạng các nước, với các đĩa đơn thành công "Nothin' on You" và "Airplanes". The Adventures of Bobby Ray nhận được những đánh giá tích cực từ đa số các nhà phê bình âm nhạc.

## Danh sách bài hát
| STT | Nhan đề                                                      | Sáng tác | Nhà sản xuất                    | Thời lượng |
| --- | ------------------------------------------------------------ | --- | ------------------------------- | ---------- |
| 1.  | "Don't Let Me Fall"                                          | Bobby Ray Simmons, Jr., Clarence Montgomery III | B.o.B                           | 4:35       |
| 2.  | "Nothin' on You" (hợp tác với Bruno Mars)                    | Simmons, Jr., Peter Gene Hernandez, Philip Lawrence, Ari Levine | The Smeezingtons                | 4:29       |
| 3.  | "Past My Shades" (hợp tác với Lupe Fiasco)                   | Simmons, Jr., Wasalu Muhammad Jaco | B.o.B                           | 3:33       |
| 4.  | "Airplanes" (featuring Hayley Williams)                      | Simmons, Jr.,Alexander Grant, Jeremy Dussolliet, Justin Franks, Tim Sommers | Alex da Kid, DJ Frank E         | 3:01       |
| 5.  | "Bet I" (hợp tác với T.I. và Playboy Tre)                    | Simmons, Jr., Clifford Harris, Montgomery III, Jesse McMullen, Jr. | Kuttah                          | 4:17       |
| 6.  | "Ghost in the Machine"                                       | Simmons, Jr. | B.o.B                           | 4:53       |
| 7.  | "The Kids" (hợp tác với Janelle Monáe)                       | Bobby Simmons, Jr., Franks, Ezra Koenig, Rostam Batmanglij, Chris Baio, Chris Tomson | DJ Frank E                      | 3:26       |
| 8.  | "Magic" (hợp tác với Rivers Cuomo)                           | Simmons, Jr., Lukasz Gottwald, Rivers Cuomo | Dr. Luke                        | 3:16       |
| 9.  | "Fame"                                                       | Simmons, Jr., Zekuumba Zekkariyas, George Gershwin, Ira Gershwin, DuBose Heyward, Dorothy Heyward, Christopher Lanier, Montgomery III, Alvin Lindsay, Kentrell Lindsay, Howard Coney, Dwight Watson | The Knux                        | 3:41       |
| 10. | "Lovelier Than You"                                          | Simmons, Jr. | B.o.B                           | 4:04       |
| 11. | "5th Dimension" (hợp tác với Ricco Barrino)                  | Simmons, Jr., Marvin Gaye, Harris, James Nyx, Kassim Vonricco Washington, Cordale Quinn | B.o.B, T.I., Lil' C             | 3:23       |
| 12. | "Airplanes, Part II" (hợp tác với Eminem và Hayley Williams) | Simmons, Jr., Dussolliet, Grant, Luis Resto, Marshall Mathers, Sommers | Alex da Kid, Eminem, Luis Resto | 5:19       |

Bonus track
| iTunes Deluxe edition | iTunes Deluxe edition                             | iTunes Deluxe edition   | iTunes Deluxe edition |
| STT                   | Nhan đề                                           | Nhà sản xuất            | Thời lượng            |
| --------------------- | ------------------------------------------------- | ----------------------- | --------------------- |
| 13.                   | "Letters from Vietnam"                            | B.o.B                   | 4:13                  |
| 14.                   | "I See Ya"                                        | Da Honorable C.N.O.T.E. | 3:18                  |
| 15.                   | "B.o.B interview"                                 | B.o.B                   | 30:10                 |
| 16.                   | "Nothin' on You" (hợp tác với Bruno Mars) (video) | The Smeezingtons        | 3:37                  |

## Xếp hạng
| Bảng xếp hạng (2010)            | Vị trí cao nhất |
| ------------------------------- | --------------- |
| Australian Albums Chart         | 42              |
| Austrian Albums Chart           | 53              |
| Canadian Albums Chart           | 7               |
| Dutch Albums Chart              | 66              |
| French Albums Chart             | 161             |
| German Albums Chart             | 93              |
| German Newcomer Chart           | 8               |
| Greek Albums Chart              | 19              |
| New Zealand Albums Chart        | 21              |
| Irish Albums Chart              | 34              |
| Swiss Albums Chart              | 47              |
| UK Albums Chart                 | 17              |
| UK R&B Chart                    | 4               |
| US Billboard 200                | 1               |
| US Billboard R&B/Hip-Hop Albums | 1               |
| US Billboard Rap Albums         | 1               |

| Bảng xếp hạng (2010) | Vị trí |
| -------------------- | ------ |
| US Billboard 200     | 61     |
| UK Albums Chart      | 132    |